# Kiyotaka Ishimaru
Kiyotaka Ishimaru (石丸 清隆?, Ishimaru Kiyotaka; Katano, 30 ottobre 1973) è un allenatore di calcio ed ex calciatore giapponese, di ruolo centrocampista.

## Palmarès

### Giocatore

#### Competizioni nazionali
- Coppa dell'Imperatore: 1

Kyoto Purple Sanga: 2002

### Allenatore

#### Competizioni nazionali
- J3 League: 1

Ehime: 2023